# Бібліотекар (франшиза)
«Бібліотекар» (англ. The Librarian) — серія телевізійних оригінальних фентезійно-пригодницьких фільмів телеканалу Turner Network Television з Ноа Вайлі у головній ролі Бібліотекаря, котрий захищає таємну колекцію артефактів.

## Розробка
Дін Девлін через свою виробничу компанію Electric Entertainment придбав оригінальний пітч Девіда Тітчера для TNT. Девід Тітчер написав і створив оригінальний фільм, на якому засновувалися продовження. Режисером першого фільму був Пітер Вінтер, а сценаристом і творцем Девід Тітчер спільно з Марком Роскіном і К'єрі Пік. 2004 року вони планували зробити три фільми «Бібліотекар» із зіркою Швидкої допомоги Вайлі.
|                                                                                  | Дінів пітч був освіжаючим прийомом геройської історії. Замість м'язистого, одягненого у спандекс супермена ми отримуємо небезпечного, але чудового хлопця, котрий гадав, що отримав безпечну роботу бібліотекаря, але натомість вирушив у мандри світом, в існування якого ми хотіли б вірити. Оригінальний текст (англ.) Dean’s pitch was a refreshing take on the hero story. Instead of a muscle-bound, spandex-clad superman, we get an insecure but brilliant guy who thinks he’s taking a safe job as a librarian, but instead gets taken on a ride in a world we’d like to believe exists. |
| — Старший віце-президент TNT з оригінального програмування[уточнити] Майкл Райт, | |

## Телевізійні фільми

Постер «Повернення в копальні царя Соломона»

### Бібліотекар: У пошуках списа долі (2004)
«У пошуках списа долі» представляє студента Флінна Карсона (Ноа Вайлі), якого було обрано до Нью-Йоркської публічної бібліотеки на незвичайну посаду Бібліотекаря. Обов'язки Бібліотекаря передбачають зберігати й захищати фонд історичних і часто магічних предметів, включно з Ковчегом Заповіту, скринькою Пандори та Екскалібуром. Коли таємне братство викрадає з бібліотеки частину Списа Долі, Флінн повинен повернути її з допомоги Ніколь Нун.

### Бібліотекар: Повернення в копальні царя Соломона (2006)
«Повернення в копальні царя Соломона» розпочинається з відвідування Флінном вечірки в будинку його матері, де він зустрічається зі Джеррі, близьким другом свого померлого батька. Невдовзі Флінн дізнається про злочинців, які намагаються відшукати копальні царя Соломона. Флінн об'єднується з археологом Емілі Девенпорт, котра допомагає йому випередити лиходіїв. Бібліотекарю належить не тільки розшукати скарби Соломона, а також дізнатися про справжні стосунки Джеррі з батьком.

### Бібліотекар: Прокляття Юдиного потиру (2008)
«Прокляття Юдиного потиру» показує Фліннову відпустку, в якій він намагається налаштувати своє життя поза роботою. Низка дивних снів приводить його до Нового Орлеану, де він викриває змову росіян, які прагнуть воскресити Влада Дракулу з допомогою чаші, Юдиного потира. Флінн знайомиться зі співачкою Сімоною, котра допомагає йому не лише знайти потир, а й дізнатися таємниці Бібліотекарів.

## Телевізійні серіали

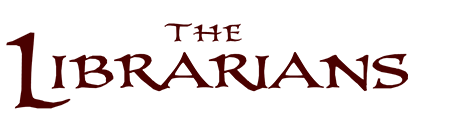
Логотип «Бібліотекарів»

### Бібліотекарі (2014—2018)
TNT замовили десятисерійну щотижневу версію «Бібліотекаря» з оригінальними акторами, серед яких Ноа Вайлі, Боб Ньюхарт і Джейн Куртін, а також четверо нових персонажів, які працюють на Бібліотеку. Трейлер вийшов одразу після фіналу сезону «Коли падають небеса». Серіал уперше вийшов 7 грудня 2014 року.
Новими персонажами є:
- Єва Бейрд (Ребекка Ромейн) — агент боротьби з тероризмом, котра захищає групу.
- Джейкоб Стоун (Крістіан Кейн), який має IQ 190 і великі знання з мистецтвознавства.
- Кассандра Кілліан (Лінді Бут), яка має особливий дар слуху та сприймальних галюцинацій, пов'язаних з відновленням пам'яті та відомих як синестезія.
- Єзекіїль Джонс (Джон Кім) — «майстер технологій» і фанат класичних злочинів, котрий насолоджується роллю міжнародної людини загадок.

Дженкінс (Джон Ларрокетт) неохоче служить квартету, іноді як сварливий доглядач; він працював у філії Бібліотеки «довше, ніж будь-хто знає» та має великі знання давнього фольклору. Квартет протистоїть Братству Змій, культу на чолі з таємничим безсмертним Дулаком, повторюваним персонажем, зіграним Меттом Фрюером.
Серіал було знято в Портленді, Орегон. 12 лютого 2015 року було анонсовано поновлення серіалу на другий десятисерійний сезон. Його прем'єра відбулася 1 листопада 2015 року. У грудні 2015 року було анонсовано поновлення серіалу на третій сезон. 24 січня 2017 року TNT поновив серіал на четвертий сезон.

## Книги

### Пригоди Бібліотекаря: У пошуках списа долі
Новелізацію першого фільму було адаптовано Крістофером Трейсі як «Пригоди Бібліотекаря: У пошуках списа долі», яку було видано 2004 року.

## Комікси

### Бібліотекар
У листопаді 2006 року Electric Entertainment і Atlantis Studios зробили графічну адаптацію роману «Повернення в копальні царя Соломона». Адаптацію написав Джеймс Ватсон та проілюстрував Найт Прайд.
Electric Entertainment і Atlantis Studios додатково підписали ексклюзивну світову угоду на виробництво оригінальної серії коміксів, заснованої на персонажах Бібліотекаря.
|                                   | Комікси є чудовими можливостями дослідити міфологію, історію та кожного персонажа способом, який ми не могли застосувати у фільмі. У Бібліотеці тисячі артефактів — кожен з них нова пригода. Заснований на відгуках, які ми отримали з першого фільму, фанати всіх віків полюбили персонажів і хочуть бачити більше. Ця серія дасть їм це. Оригінальний текст (англ.) Comics are great opportunities to explore mythology, history, and each character in a way we could never do on film. There are thousands of artifacts in the Library – each one a new adventure. Based on the response we’ve had from the first film, fans of all ages loved the characters and want to see more. This series will give it to them. |
| — Виконавчий продюсер Дін Девлін, | |

### Бібліотекарі
20 червня 2017 року сценариста Вілла Пфайфера та художника Родні Бучемі було анонсовано як творців нової серії коміксів від Dynamite Entertainment, заснованої на «Бібліотекарях». Серія має вийти 13 вересня.

## Фільм
2009 року продюсер Дін Девлін зазначив, що наступний вхід у серію Бібліотекаря буде театральним випуском. Знімання заплановано на деякий час 2009 року. Проте, актор Ноа Вайлі пізніше сказав у інтерв'ю на San Diego Comic-Con 2010 року, що знімання не почалися, і що немає негайних планів театрального випуску наступного фільму серії.

## Персонажі
| Персонаж              | Телевізійні фільми                | Телевізійні фільми                               | Телевізійні фільми                    | Телевізійні серіали |
| Персонаж              | Бібліотекар: У пошуках списа долі | Бібліотекар: Повернення в копальні царя Соломона | Бібліотекар: Прокляття Юдиного потиру | Бібліотекарі        |
| --------------------- | --------------------------------- | ------------------------------------------------ | ------------------------------------- | ------------------- |
| Персонаж              | 2004                              | 2006                                             | 2008                                  | 2014—2018           |
| Флінн Карсен          | Ноа Вайлі                         | Ноа Вайлі                                        | Ноа Вайлі                             | Ноа Вайлі           |
| Шарлін                | Джейн Куртін                      | Джейн Куртін                                     | Джейн Куртін                          | Джейн Куртін        |
| Джадсон               | Боб Ньюхарт                       | Боб Ньюхарт                                      | Боб Ньюхарт                           | Боб Ньюхарт         |
| Марджі Карсен         | Олімпія Дукакіс                   | Олімпія Дукакіс                                  | Н/Д                                   | Н/Д                 |
| Дебра Маркхам Портер  | Ліза Бреннер                      | Ліза Бреннер                                     | Н/Д                                   | Н/Д                 |
| Едвард Вайлд          | Кайл Маклаклен                    | Н/Д                                              | Н/Д                                   | Н/Д                 |
| Ніколь Ніхто          | Соня Волгер                       | Н/Д                                              | Н/Д                                   | Рейчел Ніколс       |
| Лана                  | Келлі Ху                          | Н/Д                                              | Н/Д                                   | Н/Д                 |
| «Дядько» Джеррі       | Н/Д                               | Роберт Фоксворт                                  | Н/Д                                   | Н/Д                 |
| Емілі Девенпорт       | Н/Д                               | Габріелла Анвар                                  | Н/Д                                   | Н/Д                 |
| Джомо                 | Н/Д                               | Хакім Кає-Казім                                  | Н/Д                                   | Н/Д                 |
| Генерал Самір         | Н/Д                               | Ерік Аварі                                       | Н/Д                                   | Н/Д                 |
| Професор Лазло / Влад | Н/Д                               | Н/Д                                              | Брюс Девісон                          | Н/Д                 |
| Сімона Ренуар         | Н/Д                               | Н/Д                                              | Стана Катіч                           | Н/Д                 |
| Сергій Кубічек        | Н/Д                               | Н/Д                                              | Дікран Тулейн                         | Н/Д                 |
| Іван                  | Н/Д                               | Н/Д                                              | Джейсон Дуглас                        | Н/Д                 |
| Кеті                  | Н/Д                               | Н/Д                                              | Бет Бурвант                           | Н/Д                 |
| Єва Бейрд             | Н/Д                               | Н/Д                                              | Н/Д                                   | Ребекка Ромейн      |
| Джейкоб Стоун         | Н/Д                               | Н/Д                                              | Н/Д                                   | Крістіан Кейн       |
| Кассандра Кілліан     | Н/Д                               | Н/Д                                              | Н/Д                                   | Лінді Бут           |
| Єзекіїль Джонс        | Н/Д                               | Н/Д                                              | Н/Д                                   | Джон Кім            |
| Дженкінс              | Н/Д                               | Н/Д                                              | Н/Д                                   | Джон Ларрокетт      |
| Дулак                 | Н/Д                               | Н/Д                                              | Н/Д                                   | Метт Фрюер          |
| Ламія                 | Н/Д                               | Н/Д                                              | Н/Д                                   | Леслі-Енн Брандт    |
| Моріарті              | Н/Д                               | Н/Д                                              | Н/Д                                   | Девід С. Лі         |
| Просперо              | Н/Д                               | Н/Д                                              | Н/Д                                   | Річард Кокс         |

## Міфологія Бібліотекаря
Бібліотекарі є вартовими потужних і магічних реліквій, які існують століттями, і часто поринають у карколомні пригоди задля пошуку предметів і збереження їх у Бібліотеці. Деякі з реліквій у бібліотеці включають: Мона Ліза, Екскалібур, Ковчег Заповіту, Фонтан молодості, Наутілус, Ковчег Ноя, потік Пана, скринька Пандори, тризуб Посейдона та Туринська плащаниця. Є також і живі істоти в Бібліотеці; наприклад, Лох-Несське чудовисько можна побачити у воді навколо «дерева», зробленого зі шляхів, наприкінці пригоди з Юдиним потиром.

### Про Бібліотекарів
Бібліотекарі — вигадане таємне товариство, що існує як порядок протягом століть, і часто бере участь у пригодах в усьому світі задля пошуку предметів і тримання їх у безпеці від людей, які використають їх зі злою метою. Бібліотекарі прагнуть лише збільшення своїх знань, і застосовують реліквії на покращення людства. Вони борються у таємній війні зі Зміїним Братством принаймні від падіння Александрійської бібліотеки багато століть тому.
Сімона Ренуар стверджує, що всі вампіри знають про Бібліотекарів і їх битву проти зла.

#### Список Бібліотекарів
Протягом століть існувало багато бібліотекарів, серед яких:
- Вчений — найвеличніший Бібліотекар з усіх, легенди кажуть, що понад два тисячоліття тому він збудував Бібліотеку та є хранителем її таємниць. Він знаний як Яхуда, що є єврейським іменем Джадсона[13].
- Елдред Воістину Чудесний — історичний Бібліотекар, якого вважають великим.
- Невідомий, портрет якого висить поряд з Елдредовим. Судячи з його стилю одягу, він мешкав у Європі початку XVII століття.
- Джадсон — він служив Бібліотекарем, а тепер є наставником для тих, хто посідає це місце. Можливо, є «Вченим», першим Бібліотекарем.
- Едвард Вайлд — колишній Бібліотекар перед Флінном. Він інсценував власну смерть задля викрадення Списа Долі.
- Флінн Карсен — теперішній Бібліотекар. Він дуже ерудований і винахідливий авантюрист.

#### Решта персоналу Бібліотеки
- Шарлін — працює в Бібліотеці та була Вартовим колишнього Бібліотекаря.
- Ніколь Ніхто — працювала в Бібліотеці на посаді Вартового двох Бібліотекарів: Едварда Вайлда та Флінна Карсена.
- Єва Бейрд — працює в Бібліотеці на посаді Вартового спочатку Флінна Карсена, а потім трьох потенційних Бібліотекарів: Джейкоба Стоуна, Кассандри Кілліан та Єзекіїля Джонса.
- Лео — працював у Бібліотеці, та мав сховати Туринську плащаницю.
- Дженкінс (Ґалахад) — доглядач Портлендської філії «Бібліотеки».

#### Братство Змій
Братство Змій — дрібна група Бібліотекарів, яка відокремилася від них за давніх часів, коли вхід до «Бібліотеки» знаходився в Александрії. Братство прагне використати силу артефактів для світового панування, і ця суперечка призвела до таємної війни між Бібліотекарями та Братством, яке підняло постання, що призвело до знищення входу до Бібліотеки в Александрії. Нещодавно, 2004 року Братство працювало з колишнім Бібліотекарем Едвардом Вайлдом задля невдалого викрадення Списа Долі та захоплення світу. 2014 року вони спробували захопити контроль над «Бібліотекою», змусивши Джадсона та Шарлін розірвати зв'язок між «Бібліотекою» та Нью-Йоркською публічною бібліотекою. Теперішнім лідером Братства є Ланселот ду Лак.
Братство взяло свою назву від змія, який начебто дав таємне знання Адамові та Єві.

### Про Бібліотеку
«Бібліотека» існує принаймні з давніх часів і містить магічні та потужні реліквії. Сама «Бібліотека» здається розумною (чи напів-розумною) та надсилає запрошення потенційним Бібліотекарям і Вартовим.
«Бібліотека» існує у власному кишеньковому всесвіті, і за давніх часів вхід до «Бібліотеки» знаходився в Александрійській бібліотеці, а потім у Нью-Йоркській публічній бібліотеці до 2014 року.
«Бібліотека» має велику кількість філій і службових входів. Хоча до основної «Бібліотеки» може бути лише один вхід, існують місця в усьому світі, які мають вхід до Філії Бібліотеки, надаючи доступ до книжок Бібліотеки, але не до реліквій.

#### Вхід з Александрійської бібліотеки
Вхід до «Бібліотеки», з'єднаний з Александрійською бібліотекою, було знищено під час повстання, піднятого Братством Змій (колись до VIII століття). Невідомо, до знадився вхід до «Бібліотеки» між VIII століттям і 1890-тими, коли було побудовано Нью-Йоркську публічну бібліотеку.

#### Вхід з Нью-Йоркської публічної бібліотеки
Нью-Йоркська публічна бібліотека надавала доступ до «Бібліотеки» до 2014 року. Вхід знаходився за прихованими дверима, замаскованими під книжкову шафу. Коли Джадсон уперше показав Фліннові вхід, він також дав йому підказку про те, як відчинити двері, процитувавши рядки «Не до вподоби дійство вам, пораду я таку вам дам», на які Флінн відповів «Вам відпочить схотілося, і Вам це все наснилося», й одразу збагнув, що способом відчинення таємних дверей є потягнути за копію «Сну літньої ночі», романтичної комедії Вільяма Шекспіра. За таємними дверима була шахта ліфта, яку могли відчинити лише двоє морпіхів, одночасно відчинивши два замки. Коли Флінн зауважив, що подвійний замок був тим самим, що й на базах із ядерною зброєю, Джадсон підтвердив це і сказав, що вони скопіювали це з Бібліотеки.
У першому епізоді «Бібліотекарів» 2014 року Джадсон і Шарлін були змушені розірвати зв'язок між «Бібліотекою» та Нью-Йоркською публічною бібліотекою, коли до неї вдерлося Братство Змій.

#### Філія в Портленді, Орегон
Філію Бібліотеки, яка дає доступ до книжок Бібліотеки, але не до реліквій, у Портленді, Орегон, очолює Дженкінс, і її використовують троє потенційних Бібліотекарів — Джейкоб Стоун, Кассандра Кілліан і Єзекіїль Джонс, і їхній Вартовий Єва Бейрд як базу операцій.

#### Каталог
До колекції реліквій, які зберігаються в Бібліотеці, належать:
| Історичні предмети - Скриня Чорної бороди - Кришталевий череп - Щоденник Леонардо да Вінчі - Оригінал Мони Лізи - Реактивний ранець - Атомна бомба Малюк - Гігантська анаконда - Троянський кінь - Літак Амелії Ергарт - Лілії - Дерево Конфуція - Пір'я Сидячого Бика - Шекспірове перо - Магічні гриби - Езопова ліра - Луска Золотої рибки - Ісландські лебеді - Ліхтар Діогена Синопського - Серце-викривач - Журнал мрій Озимандії - Гомерові сандалі - Заморожена голова Волта Діснея - Ацтекське Димляче дзеркало - Штайн багатьох пияк - Чорна маска - Дзеркало Ята - Вуаль Шагразади - Численні перші видання книжок | Легендарні предмети - Ковчег Заповіту - Кілька заборонених плодів із Едемського саду - Святий Грааль - Юдин потир - Ковчег Ноя - Туринська плащаниця - Спис Долі - Оригінальні кам'яні дощечки Десяти заповідей - Кроковий стілець[уточнити] Якова | Магічні предмети - Килим-самоліт Аладдіна - Магічна лампа Аладдіна - Екскалібур - Фонтан молодості - Золоте руно - Гуска, що несе золоті яйця - Голова Медузи - Перетворений на золото Цар Мідас - Філософський камінь - Флейта Пана - Скринька Пандори - Тризуб Посейдона - Аїдів шолом невидимості - Єдиноріг - Чудовисько озера Лох-Несс - Опал Самари - Корона короля Артура - Нитка лабіринту Аріадни - Яблуко розбрату - Libris Fabula - Ґелські вампіри - Лепрекон - Вовчий свисток - Спис Локі - Еліксир реанімації - Книга Тота - Камінь Гірамфіель - Чарівна паличка феї - Міжнародний договір матері гуски - Сампо - Співочий меч Конайре Великого - Сирени - Намисто Гармонії - Ціпок Фенріра - Лук Купідона - Магічний пасок Афродіти - Мйольнір - Інуїтський воронячий кіготь | Вигадані технології - Промінь смерті Тесли - Підводний човен Наутілус з Двадцять тисяч льє під водою Жуля Верна - Машина часу Веллса - Розвельська летюча тарілка - Молот Джона Генрі - Просторовий стабілізатор Тесли - TARDIS Доктора Хто - DeLorean Дока Брауна |

## Нагороди
| Премія                         | Рік  | Категорія                                                                   | Номінант       | Результат |
| ------------------------------ | ---- | --------------------------------------------------------------------------- | -------------- | --------- |
| Премія «Сатурн»                | 2005 | Найкраща телевізійна презентація                                            |                | Номінація |
| Премія «Сатурн»                | 2005 | Найкращий актор на телебаченні                                              | Ноа Вайлі      | Номінація |
| Премія «Сатурн»                | 2005 | Найкращий актор підтримки на телебаченні                                    | Кайл Маклаклен | Номінація |
| Премія «Сатурн»                | 2005 | Найкраща акторка підтримки на телебаченні                                   | Соня Волгер    | Номінація |
| Motion Picture Sound Editors   | 2005 | Найкраще редагування звуку на телебаченні Long Form — Sound Effects & Foley |                | Номінація |
| Visual Effects Society         | 2005 | Нагорода VES за видатний композитинг у програмі мовлення                    |                | Номінація |
| Премія Гільдії сценаристів США | 2006 | Long Form — Original                                                        | Девід Тітчер   | Номінація |

| Премія                                | Рік  | Категорія                                                                     | Номінант        | Результат |
| ------------------------------------- | ---- | ----------------------------------------------------------------------------- | --------------- | --------- |
| Прайм-тайм премія «Еммі»              | 2007 | Видатна музична композиція для міні-серіалу, фільму чи спецвипуску            | Джозеф ЛоДука   | Номінація |
| Прайм-тайм премія «Еммі»              | 2007 | Видатне редагування звуку для міні-серіалу, фільму чи спецвипуску             |                 | Номінація |
| Премія «Сатурн»                       | 2007 | Найкраща презентація на телебаченні                                           |                 | Перемога  |
| Премія «Сатурн»                       | 2007 | Найкращий актор на телебаченні                                                | Ноа Вайлі       | Номінація |
| Премія «Сатурн»                       | 2007 | Найкраща акторка підтримки на телебаченні                                     | Габріелла Анвар | Номінація |
| Американська спілка кінематографістів | 2007 | Видатне досягнення в кінематографії у фільмах тижня / міні-серіалах / пілотах | Волт Ллойд      | Номінація |
| Кінопремія «Вибір критиків»           | 2007 | Найкраще зображення, зроблене для телебачення                                 |                 | Номінація |

| Премія                                      | Рік  | Категорія                                                          | Номінант                       | Результат |
| ------------------------------------------- | ---- | ------------------------------------------------------------------ | ------------------------------ | --------- |
| Прайм-тайм премія «Еммі»                    | 2009 | Видатні костюми для міні-серіалу, фільму чи спецвипуску            | Кім Мартінез, Дженніфер Камрат | Номінація |
| Прайм-тайм премія «Еммі»                    | 2009 | Видатний актор підтримки у міні-серіалі чи фільмі                  | Боб Ньюхарт                    | Номінація |
| Прайм-тайм премія «Еммі»                    | 2009 | Видатне редагування звуку для міні-серіалу, фільму чи спецвипуску  |                                | Номінація |
| Премія «Сатурн»                             | 2009 | Найкраща презентація на телебаченні                                |                                | Перемога  |
| Премія «Сатурн»                             | 2009 | Найкращий актор на телебаченні                                     | Ноа Вайлі                      | Номінація |
| Премія «Едді»                               | 2009 | Найкраще редаугвання Motion Picture для комерційного телебачення   | Девід Сігел                    | Номінація |
| Премія Гільдії художників-постановників США | 2009 | Телефільм або міні-серіал                                          |                                | Номінація |
| Motion Picture Sound Editors                | 2009 | Найкраще редагування звуку — Long Form діалог і ADR на телебаченні | Ноа Блоуг, Кріс Вінтер         | Номінація |
| Телепремія OFTA                             | 2009 | Найкращий дизайн костюмів у Motion Picture чи міні-серіалі         |                                | Номінація |

| Премія                | Рік  | Категорія                                           | Номінант       | Результат |
| --------------------- | ---- | --------------------------------------------------- | -------------- | --------- |
| Премія «Сатурн»       | 2015 | Найкраща гостьова поява у телесеріалі               | Джон Ларрокетт | Номінація |
| Премія «Сатурн»       | 2015 | Найкращий телесеріал обмеженої трансляції[уточнити] |                | Номінація |
| Премія «Сатурн»       | 2015 | Найкраща акторка на телебаченні                     | Ребекка Ромейн | Номінація |
| Премія «Сатурн»       | 2016 | Найкращий телесеріал у жанрах екшн і триллер        |                | Номінація |
| Премія «Сатурн»       | 2016 | Найкраща акторка на телебаченні                     | Ребекка Ромейн | Номінація |
| Премія «Золотий клен» | 2016 | Найкраща акторка телесеріалу з мовленням у США      | Лінді Бут      | Номінація |
| Премія Сатурн         | 2017 | Найкращий телесеріал у жанрах екшн і триллер        |                | Номінація |